# D&E Music
D&E Music, também chamada D&E Entretenimento, é um conglomerado de empresas brasileiro, com sede no estado do Ceará. Fundado por Douglas Santos e Eberth Santos, o grupo tem como atividade principal a promoção e produção de eventos focados na região Nordeste do país, além de atuar com marketing, consultoria e na área de comunicação.

## História
O conglomerado foi fundado nos anos 1990 pelos irmãos Douglas Santos e Eberth Santos como forma de colocar o Ceará na rota do entretenimento. Antes da criação da empresa, os irmãos já promoviam shows e festas temáticas locais como a Liso Beer Fest, São João do Avesso e Festa Cafona. A D&E entra na comunicação a partir de 1995, quando arrenda as emissoras de rádio do Grupo Cidade de Comunicação (Cidade FM, Jovem Pan FM Fortaleza e Atlântico Sul FM). O grupo só viria a ter sua própria emissora de rádio em 2007, com a aquisição de 50% das ações da Rádio 100. Posteriormente, o restante é vendido para A3 Entretenimento. O grupo também ganhou destaque por promover eventos como Happy Holi e Ceará Music.
Desde 2014, a D&E passou a trabalhar com a empresa WorkShow na produção de eventos para seus artistas na região Nordeste. A parceria resultou na fundação da WorkShow Nordeste, um escritório da empresa com sede em Fortaleza.
Em outubro de 2016, a D&E Entretenimento foi citada na Operação For All, promovida pela Polícia Federal em conjunto com a Receita Federal contra fraudes no imposto de renda. A investigação identificou que empresas ligadas à A3 Entretenimento não declararam, pelo menos, 167 milhões de reais no Imposto de Renda (IR) e que o esquema teria envolvido vários laranjas. Em reportagem do jornal Diário do Nordeste, a D&E teria omitido valor equivalente a 46 milhões de reais restantes de 72% do valor total, junto com a Rádio Pajeú FM (a Rádio 100).

## Empresas
- D&E Music (editora musical)[14][1]
- D&E Produtora
- 7tons Eventos
- Rádio 100  (arrendada  para a  Igreja Pentecostal Deus é Amor; 50% com sócios da antiga A3 Entretenimento)[15]
- PromoWork
- D&E Consultoria
- TreeBoxx
- D&E PropV Brasil
- Ingressando